# Eickstedt
Eickstedt è una frazione del comune tedesco di Randowtal, nel Brandeburgo.

## Storia
Il 31 dicembre 2001 il comune di Eickstedt venne fuso con i comuni di Schmölln e Ziemkendorf, formando il nuovo comune di Randowtal.